# Cristina Borges da Costa Tilman Ximenes

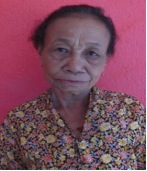
Cristina Borges da Costa Tilman Ximenes

Cristina Borges da Costa Tilman Ximenes (* 10. November 1945 in Lacoto, Dili, Portugiesisch-Timor), Kampfname Floyer, ist eine ehemalige osttimoresische Unabhängigkeitsaktivistin.
Ximenes war in der indonesischen Besatzungszeit eine Unterstützerin des Widerstands. 1991 und 1992 versteckte sie mehrmals Mau Hodu, einen der führenden Männer der Forças Armadas de Libertação Nacional de Timor-Leste (FALINTIL), in ihrem Haus im Suco Fatuhada, in der Landeshauptstadt Dili. 2016 wurde sie für ihre Verdienste mit der Medal des Ordem de Timor-Leste ausgezeichnet.